# Капуста Матвій Григорович

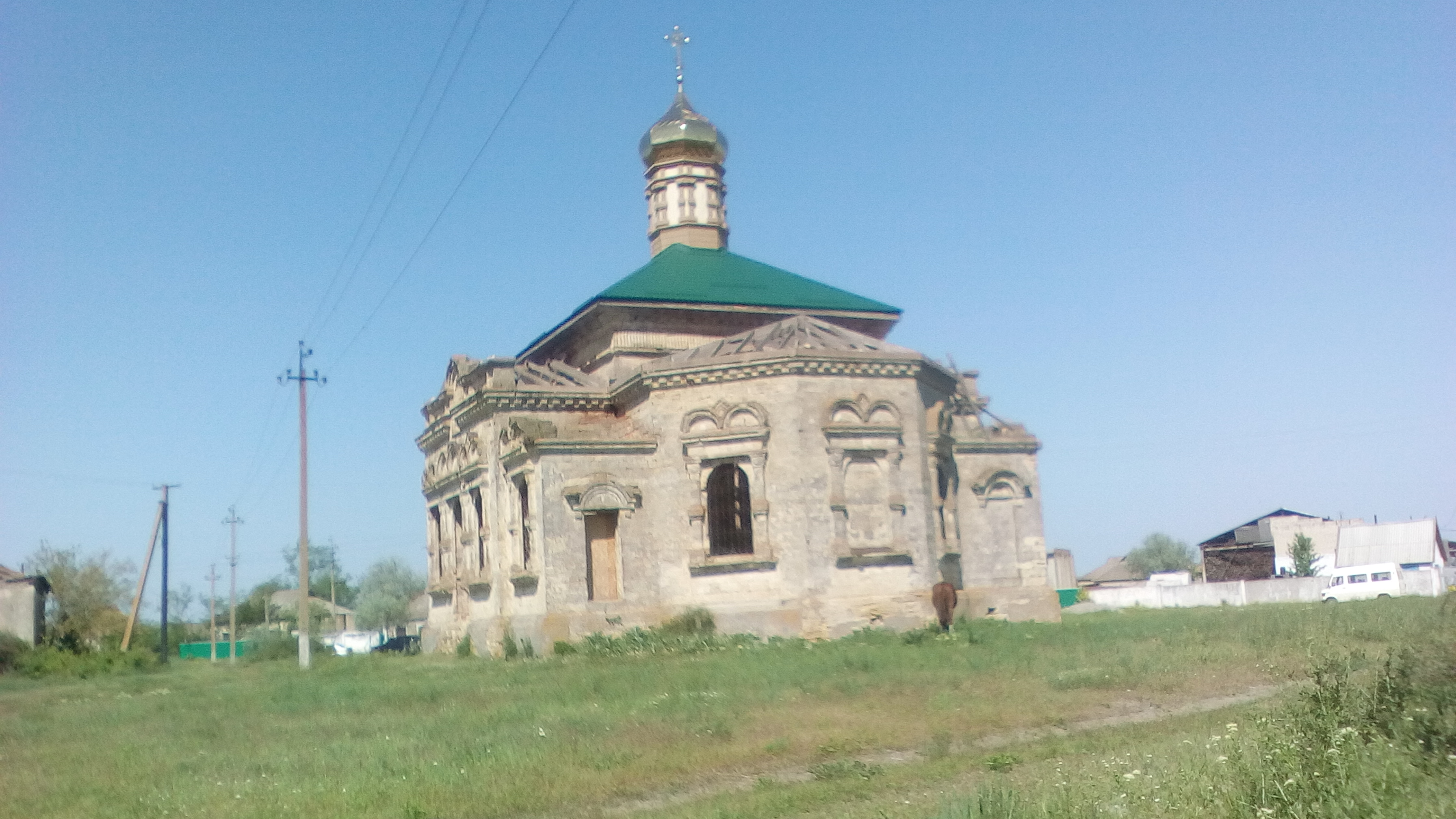
Георгіївська церква 1898 р. у с. Геройське. Освячена 1900 року. Збудована на кошти Матвія Капусти. (за Л.Твердовською).

Матвій Григорович Капуста — один із представників династії солепромисловців і великих землевласників на Кінбурнському півострові.
Він народився у с. Прогної (сучасне с. Геройське Херсонської області) у середині ХІХ ст., походив із давнього українського козацького роду. Започаткував цю династію Іван Карпович Капуста, пращури якого походили із козацького роду, а батько служив осавулом у війську Гетьмана Богдана Хмельницького. У другій половині ХУІІ ст. Іван опинився на Січі звідки був відряджений кошовим отаманом на Кінбурн, де працював наглядачем на промислах. Відзнакою за бездоганну службу стало право на оренду соляного озера. Згодом одружився з місцевою дівчиною, яка добре розумілася на рибальській праці. Так почалося становлення династії.
Серед нащадків Івана Карповича — його сини та онуки, котрі не тільки продовжили справу свого пращура, а й стали найбагатшою родиною на півострові. Нащадки запорожців продовжували рибалити, розводили худобу, торгували сіллю. Їхні господарства були зосереджені по зимівниках-хуторах, де «козаки кохалися в рибальстві, ловецтві, розводили бджіл, худобу, коней, овець, їздили по сіль» (М.Аркас).
Матвій Григорович Капуста — нащадок запорожців, власник солепромислів та великої кількості земель — був прикладом успішного господарювання не тільки для своєї багатодітної родини, а й для багатьох мешканців півострова. Він та його сини Григорій, Антон та Іван продовжили справу свого пра-прадіда Івана й на початку ХХ ст. сім"я мала два торговельних судна, економію, добре розвинене тваринницьке господарство — вівчарство і конярство, а також рибальство. Однак головним джерелом прибутку залишався соляний промисел.
Сини Матвія брали участь у Кінбурнській битві 1787 р., спорядивши власне судно.
У родині з великою пошаною ставилися до освіти. Один з нащадків Матвія Григоровича Капусти Григорій у 1896 р. сприяв відкриттю двокласної церковно-приходської школи у с. Василівка Василівці, де першою вчителькою стала онука солепромисловця Ганна Григорівна, у 1904 році його син на власні кошти збудував кам'яну школу у Покровці, храм у с. Прогної (Геройському), На початку 1920 року сина Матвія Григоровича — найуспішнішого солевласника і землевласника Кінбурну — Григорія — було заарештовано й знищено. Серед респресованих до кінця 30-х років ХХ ст. — більшість нащадків цього роду. Козацька династія Івана Капусти на Кінбурні припинила своє існування.
Нині на Кінбурні немає мешканців із прізвищем Капуста, але чимало топонімів свідчать про багаторічну господарську діяльність родини на півострові — Капустяний сарай, озеро Капустяне, Млинове озеро, Панська сага.